# トゲドコロ
トゲドコロ（棘野老、Dioscorea esculenta）はヤマノイモ目ヤマノイモ科の植物で、食用となるヤムイモの一種である。別名ハリイモ、クーガイモ、クーガンムなど。

## 概要

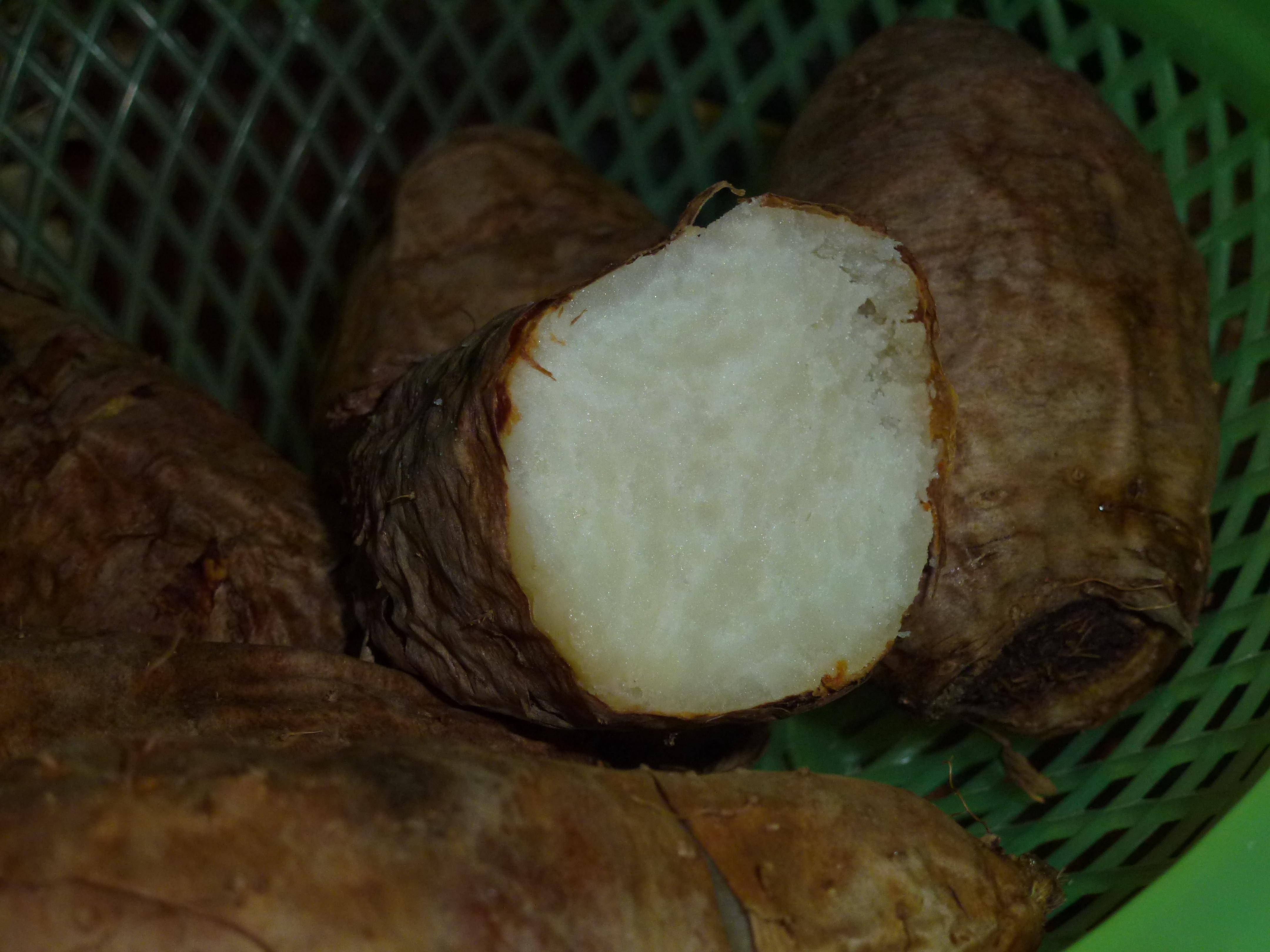
食用となる塊根

食用で、東南アジアからベトナム、中国南部一帯にかけて栽培されている。日本では沖縄県において栽培されているが、傷つきやすく扱いが難しいため生産量は非常に少ない。その名のとおりに蔓や根にトゲがある。味はよく、甘味があって栄養価も高い。フィリピンでも栽培されており、北部ルソン島では、茹でるのが一般的な食べ方であり、現地でも「トゲ（tugi, tuge)」と呼ばれている。インドネシアでは一般に「グンビリ（gembili）」（バリ島ではubiaung）と呼ばれ、食用の他に、食用色素の原料、皮膚の痣や腫れの塗り薬としても使用されている。